# Harry Humby
Harry Robinson Humby, né le 8 avril 1879 à St Pancras et mort le 23 février 1923 à Muswell Hill, est un tireur sportif britannique.

## Palmarès
- Jeux olympiques de 1908 à Londres (Royaume-Uni) :
  -  Médaille d'or de l'épreuve de 50+100y petite carabine, par équipes.
  -  Médaille d'argent de l'épreuve de 50 m rifle couché (60 coups).

- Jeux olympiques de 1912 à Stockholm (Suède) :
  -  Médaille d'argent de l'épreuve de tir aux pigeons d'argile par équipes.